# Clytra
Genre
Clytra est un genre d'insectes coléoptères chrysomélidés.

## Principales espèces rencontrées en Europe(à compléter)
- Clytra (Clytra) aliena Weise 1897
- Clytra (Clytra) espanoli Daccordi & Petitpierre 1977
- Clytra (Clytra) laeviuscula Ratzeburg 1837
- Clytra (Clytra) quadripunctata (Linnaeus 1758)
  - Clytra (Clytra) quadripunctata appendicina Lacordaire 1848
  - Clytra (Clytra) quadripunctata puberula Weise 1898
  - Clytra (Clytra) quadripunctata quadripunctata (Linnaeus 1758)
- Clytra (Clytraria) atraphaxidis (Pallas 1773)
  - Clytra (Clytraria) atraphaxidis atraphaxidis (Pallas 1773)
  - Clytra (Clytraria) atraphaxidis maculifrons Zoubokoff 1833
- Clytra (Clytraria) novempunctata G.A. Olivier 1808
- Clytra (Clytraria) valeriana Ménétries 1832
  - Clytra (Clytraria) valeriana taurica L. Medvedev 1961
  - Clytra (Clytraria) valeriana tetrastigma Schmidt 1841
  - Clytra (Clytraria) valeriana valeriana Ménétries 1832
- Clytra (Ovoclytra) binominata Monrós 1953
- Clytra (Ovoclytra) bodemeyeri Weise 1900
  - Clytra (Ovoclytra) bodemeyeri bodemeyeri Weise 1900
- Clytra (Ovoclytra) nigrocincta Lacordaire 1848
  - Clytra (Ovoclytra) nigrocincta nigrocincta Lacordaire 1848
- Clytra (Ovoclytra) rotundata L. Medvedev 1961

## Liste d'espèces
Selon NCBI (10 juillet 2023) :
- Clytra atraphaxidis
- Clytra espanoli
- Clytra laeviuscula
- Clytra quadripunctata

Selon Paleobiology Database (29 août 2014) :
- Clythra carbonaria
- Clytra pandorae